# Styloleptus taino
Styloleptus taino là một loài bọ cánh cứng trong họ Cerambycidae.